# 本願寺鹿児島別院
本願寺鹿児島別院（ほんがんじかごしまべついん）は、鹿児島県鹿児島市東千石町にある浄土真宗本願寺派の直属寺院（別院）である。

## 概要
鹿児島を代表する浄土真宗の寺院であり、鹿児島県内の本願寺派の寺院を管轄する鹿児島教区教務所が併設されている。地元では本山の通称にちなみ「西本願寺」と呼ばれ親しまれている。

## 開門時間
- 5月1日～10月31日（夏時間）  6:00 - 18:00
- 11月1日～4月30日（冬時間）  6:30 - 17:30

## 法要・行事
- 毎朝 - 晨朝勤行（夏時間6:30~/冬時間7:00~）。
- 9月5日 - さつま開教記念法要
- 12月12日～16日 - 報恩講法要

## 境内
- 本堂 - 現在で4代目となる。チタン瓦が葺かれており、400人が一度に参拝できる（椅子席）。
- 事務所 - 別院寺務所と教務所と併用している。本堂とは渡り廊下で繋がっている。
- 鐘楼
- 山門 - 脇には伝道掲示板があり、2019年頃から漫画のセリフなどからの引用がされており、注目されている。
- 涙石 - 境内にある念仏弾圧の歴史を象徴する石。薩摩国諸記（本願寺蔵）によると、拷問は割木の上に正座をさせ、膝の上に20～30kgの石を乗せて、左右に揺さぶったという旨の記録が残っている。この石が別院に安置された経緯は不明だが、弾圧の歴史を物語るような姿に、明治時代の本願寺派勧学梅原真隆は「なみだ石　涙にぬれて　もだしけり　まことのいのち　ためさるるとき」と詠んだ。[1]
- 和光幼稚園

## 出張所
鹿児島市内（旧市域）には一般寺院（末寺）がないが、別院の出張所が22ヶ所あり、一般寺院と同様に布教や各法要・儀式を執り行なっている。鹿児島別院の職員である僧侶が駐在している。

### 出張所一覧
- 鴨池出張所 - 鹿児島市郡元三丁目8-5[3]
- 荒田出張所 - 鹿児島市荒田二丁目8-7[4]
- 宇宿出張所 - 鹿児島市宇宿四丁目18-8[5]
- 紫原出張所 - 鹿児島市紫原三丁目4-19[6]
- 武出張所 - 鹿児島市中央町27-20[7]
- 上町出張所 - 鹿児島市春日町2-31[8]
- 清南出張所 - 鹿児島市新屋敷町25-25[9]
- 田上出張所 - 鹿児島市田上一丁目16-14[10]
- 和岡出張所 - 鹿児島市武岡四丁目10-15[11]
- 城北出張所 - 鹿児島市千年一丁目1-3[12]
- 伊敷出張所 - 鹿児島市伊敷一丁目8-10[13]
- 草牟田出張所 - 鹿児島市草牟田二丁目20-15[14]
- 城西出張所 - 鹿児島市城西一丁目26-19[15]
- 西田出張所 - 鹿児島市西田三丁目2-4[16]
- 皆与志出張所 - 鹿児島市皆与志町4161-2[17]
- 犬迫出張所 - 鹿児島市犬迫町3322[18]
- 小山田出張所 - 鹿児島市小山田町3314[19]
- 東俣出張所 - 鹿児島市東俣町3761[20]
- 吉野出張所 - 鹿児島市吉野町2014-1[21]
- 川上出張所 - 鹿児島市川上町807[22]
- 本名出張所 - 鹿児島市本名町465-1[23]
- 吉田出張所 - 鹿児島市西佐多町148[24]

## 歴史

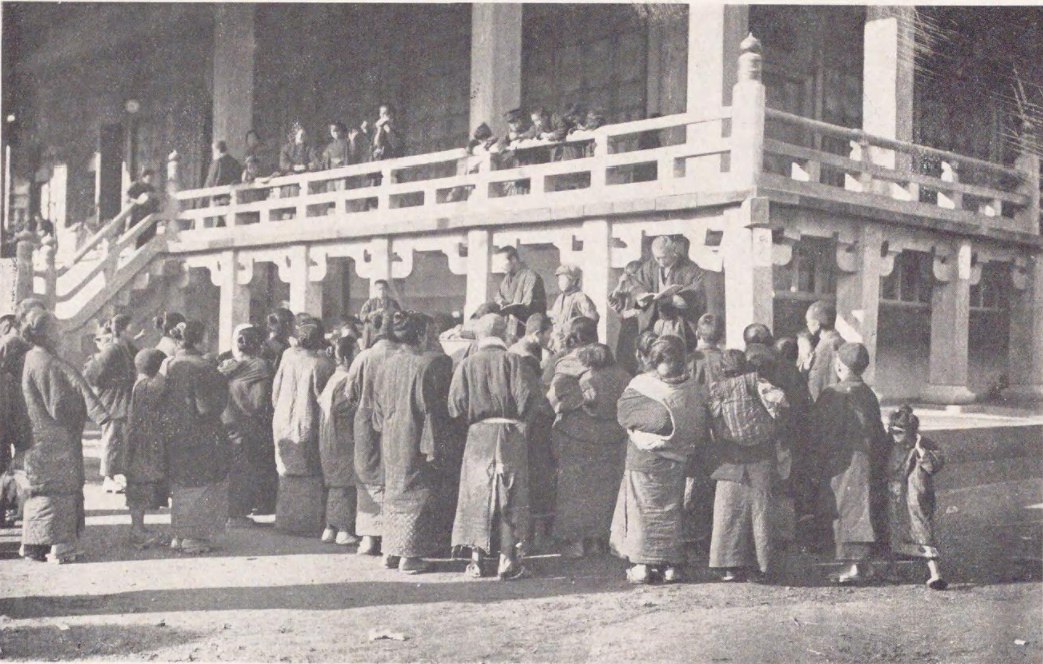
桜島の大正大噴火の際に桜島から本願寺鹿児島別院に避難した避難民ら（1914年）

- 室町時代末期以降 - 薩摩藩による念仏（浄土真宗）禁制。弾圧のなか、隠れ念仏、隠し念仏といった地下組織による信仰・布教が行われていた。
- 幕末 - 全国的に起こった仏教弾圧運動「廃仏毀釈」により、薩摩藩に存在した仏教寺院は全て破却。僧侶も全員が還俗させられる。
- 1876（明治9）年9月5日。鹿児島県参事の田畑常秋より「各宗旨ノ儀自今人民各自ノ信仰二任セ候条此段布達候条」と念仏禁制が解かれる。その後、本山・本願寺より開教使に任命された6名が鹿児島へ到着。石灯籠（いずろ）通りの柳田喜助の自宅を御本尊の仮懸所として、鹿児島の開教が始まった。明治11年に現在地を取得。紀州にあった性応寺を買得して移築し、別院が建立される。開教の拠点ができた。なお、御本尊は移築に合わせて性応寺の阿弥陀如来像をお迎えしたと伝わる。
- 明治24年 - 参拝者増加により、本堂新築事業を立ち上げる。
- 明治30年 - 新本堂完成（２代目）。
- 大正3年 - 桜島の大正大噴火による被害。
- この頃大正会館を建立。鉄筋コンクリート造りの洋館であり、多くの市民が学びの場として、交流の場として賑わったという。
- 昭和20年 - 鹿児島大空襲で本堂等を全焼。御本尊などの仏具は出張所に疎開していたため難を逃れた。大正会館を仮本堂とする。
- 昭和24年 - 本堂落成。（３代目）
- 昭和50年 - 鹿児島別院再建に向けた委員会を結成。
- 昭和57年 - 本堂再建。（４代目、現本堂）
- 平成25年 - 屋根瓦チタン化工事。

## チーたん
別院の屋根瓦のチタン化工事のころから、オリジナルキャラクターとしてチーたんが登場している。鹿児島別院の大きな屋根「チタン瓦」を頭に乗せ、鹿児島銘菓「かるかん」で出来た顔が特徴。
別院や併設の幼稚園の行事以外にも、天文館のイベントなどにも登場し、別院と鹿児島の街の盛り上げ役となっている。